# Station Rotterdam Alexander
Station Rotterdam Alexander is een gecombineerd spoorweg- en metrostation in het centrum van Prins Alexander in Rotterdam, in de Nederlandse provincie Zuid-Holland. Het station ligt nabij het winkelcentrum Alexandrium. Het station Rotterdam Alexander ligt aan de spoorlijn Rotterdam - Gouda - Utrecht en is een halte voor zowel intercitytreinen als sprinters. Het spoorwegstation is geopend in 1968. Sinds 1983 stopt ook de Rotterdamse metro op het station.

## Stationsgebouw

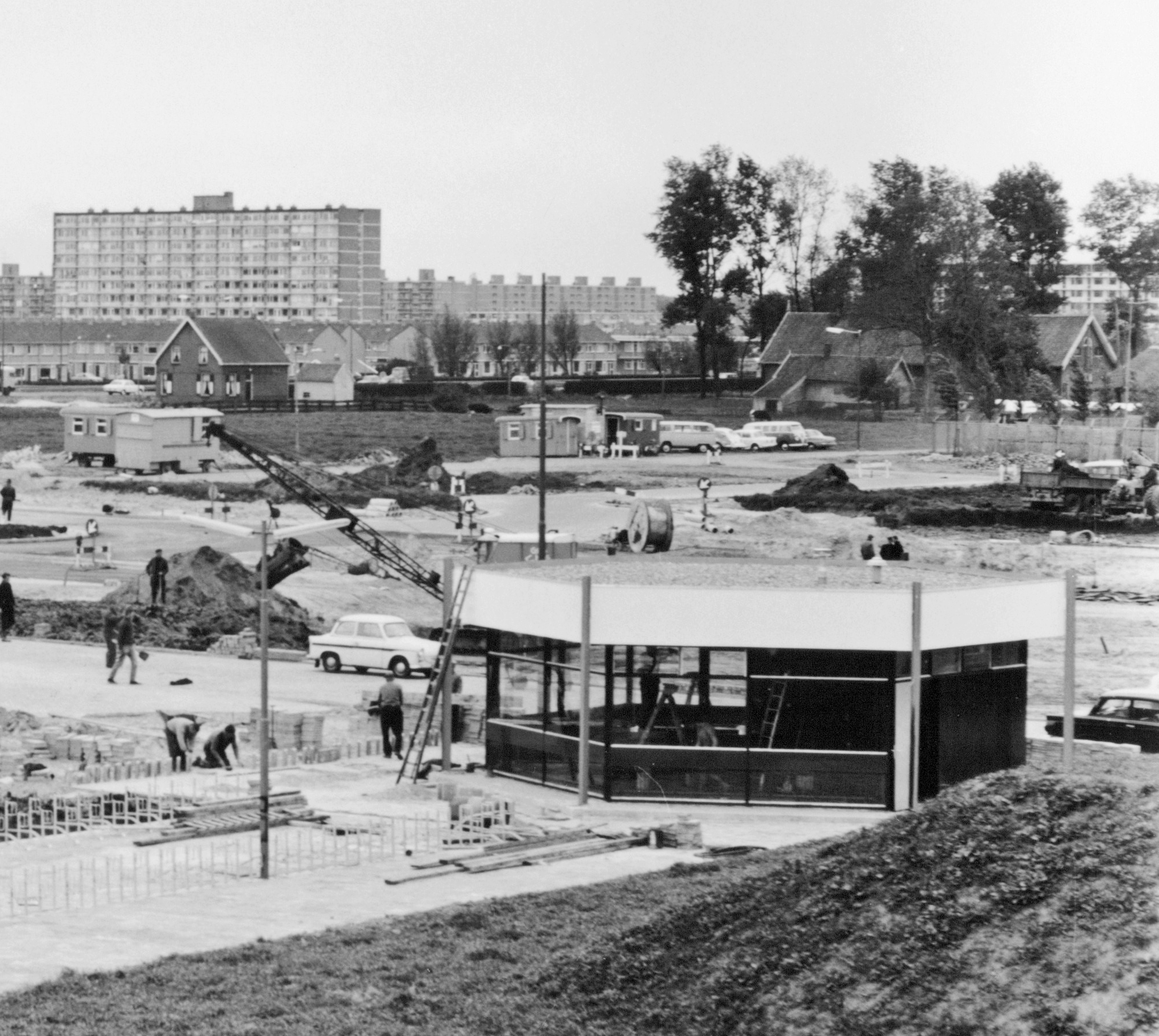
Sextant eerste station in aanbouw 1968

Het eerste stationsgebouw was een zogenaamde sextant met trappen naar de hoger gelegen perrons, waar een wachtruimte aanwezig was. Architect: C. Douma.
Het gebouw werd in 1983 vervangen door een nieuw gecombineerd trein- en metrostation, ontworpen door architect Wladimir Trabsky. Het station bestaat uit een stationshal, dat onder het spoorwegviaduct ligt met twee perrons voor de metro op de begane grond en twee hooggelegen NS-perrons voorzien van lange kappen. De NS-perrons zijn met een roltrap en een lift te bereiken. In de stationshal waren oorspronkelijk NS-loketten aanwezig, die later zijn vervangen door een AH to Go. 
In 1998 publiceerde NS een plan voor een spoorverdubbeling tussen Rotterdam Alexander en Nieuwerkerk a/d IJssel. Station Alexander zou door een groot gebouw worden vervangen. Het gebouw zou voorzien worden van een grote doorzichtige stationskap, die door zou lopen over de metroperrons. Hierdoor zouden reizigers van trein naar metro en omgekeerd niet meer de metrobaan hoeven over te steken. De spoorverdubbeling en het station werden om financiële redenen niet gerealiseerd.
In 2010 stemde de deelraad van de deelgemeente Prins Alexander in met het project: Integrale Visie Alexanderknoop. Onderdeel van dit project was vervanging van het station Rotterdam Alexander, waarbij het plan van NS uit 1998 als voorbeeld diende.
De inzet voor verbetering van de Alexanderknoop leidde in 2017 tot een nieuw voorstel voor de aanpak van het station en omgeving. Het station werd vanaf april 2018 verbouwd naar een ontwerp van architect Marc Verheijen en architect Flip Luger en Patrick Lenssen. Verheijen had het verbouwingsplan in opdracht van NS-stations, NS-reizigers, RET en ProRail ontwikkeld en uitgewerkt tot op VO+ niveau. Luger had vervolgens als architect het 'stokje' overgenomen en het verbouwingsplan verder door ontworpen. De verbouwing werd uitgevoerd door aannemer Averesch. De belangrijkste verandering hield in dat trein- en metrostations onder één dak beschikbaar waren wat het overstappen vergemakkelijkte.
De uitbreiding op het niveau van de treinperrons werd gerealiseerd tussen het noordelijke treinperron en het westelijke sneltramperron zodat forenzen uit de richting Gouda en Utrecht onderweg naar de sneltrams voor de richting Capelsebrug, en het centrum van Rotterdam en verder, de sneltrambaan niet meer (gelijkvloers) hoeven over te steken. In de omgekeerde richting is verlenging van het treinperron niet noodzakelijk omdat het oostelijke sneltramperron al meteen aansluit op de toegangen naar de treinperrons. Sneltramreizigers uit Nesselande en Binnenhof die overstappen op de treinen richting Gouda moeten de sneltrambaan wel blijven oversteken.
Het vernieuwde stationsgebouw werd officieel geopend op 11 juli 2020.

## Treinen
Het station wordt in de dienstregeling 2025 door de volgende treinseries bediend:
| Serie            | Treinsoort         | Route | Bijzonderheden |
| ---------------- | ------------------ | --- | --- |
| 2000             | Intercity (NS)     | Rotterdam Centraal – Rotterdam Alexander – Gouda – Utrecht Centraal                                              | Rijdt tot circa 20:30. Op zaterdagochtend start deze serie op rond 10:00 en op zondagochtend rond 11:00.                                                                      |
| 2800             | Intercity (NS)     | Rotterdam Centraal – Rotterdam Alexander – Gouda – Utrecht Centraal                                              | s Avonds na circa 21:00, op zaterdagochtend tot circa 9:00 en op zondagochtend tot circa 11:00 rijdt deze serie vanaf Utrecht Centraal door als Intercity 1700 naar Enschede. |
| 4000             | Sprinter (NS)      | Uitgeest – Zaandam – Amsterdam Centraal – Breukelen – Woerden – Gouda – Rotterdam Alexander – Rotterdam Centraal | |
| Nachttrein 17300 | Nachttrein (Qbuzz) | Dordrecht – Rotterdam Centraal – Rotterdam Alexander – Gouda – Woerden – Utrecht Centraal                        | Rijdt op vrijdag- en zaterdagnacht twee ritten in beide richtingen. |

## Metro
Het onderliggende metro-/sneltramstation Alexander van de RET ligt aan lijn A en lijn B van het Rotterdamse metronetwerk, met directe verbindingen naar Nesselande en Binnenhof enerzijds en Vlaardingen West en Hoek van Holland Strand, via het centrum van Rotterdam, anderzijds.
Alexander is het drukste station van het sneltramtraject.

## Bus
Aan weerszijden van de sneltramlijn liggen twee busstations, één aan de Prins Alexanderlaan en één aan de Prins Alexanderplein. Bij de laatste stoppen de stadsbussen op platform A en de streekbussen op platform C (platform B wordt gebruikt als uitstaphalte).
| Lijn | Richting       | Via                                                            | Vervoerder | Bijzonderheden |
| ---- | -------------- | -------------------------------------------------------------- | ---------- | -------------- |
| 30   | Schollevaar    | Oosterflank, Station Schollevaar                               | RET        |                |
| 31   | Oostgaarde     | Oosterflank, Capelseweg, Capelle Centrum                       | RET        |                |
| 36   | Kralingse Zoom | Oosterflank, Het Lage Land, Prinsenland                        | RET        |                |
| 190  | Gouda, Station | Capelle aan den IJssel, Nieuwerkerk aan den IJssel, Moordrecht | Qbuzz      |                |

Bovenstaande lijnen stoppen ook aan de oostzijde van het station (aan de G.H. Betzweg).
| Lijn | Richting       | Via                                                          | Vervoerder | Bijzonderheden |
| ---- | -------------- | ------------------------------------------------------------ | ---------- | -------------- |
| 35   | Melanchthonweg | Ommoord, Nieuw-Terbregge, Molenlaan, Plaswijckpark, Ringdijk | RET        |                |

## Foto's

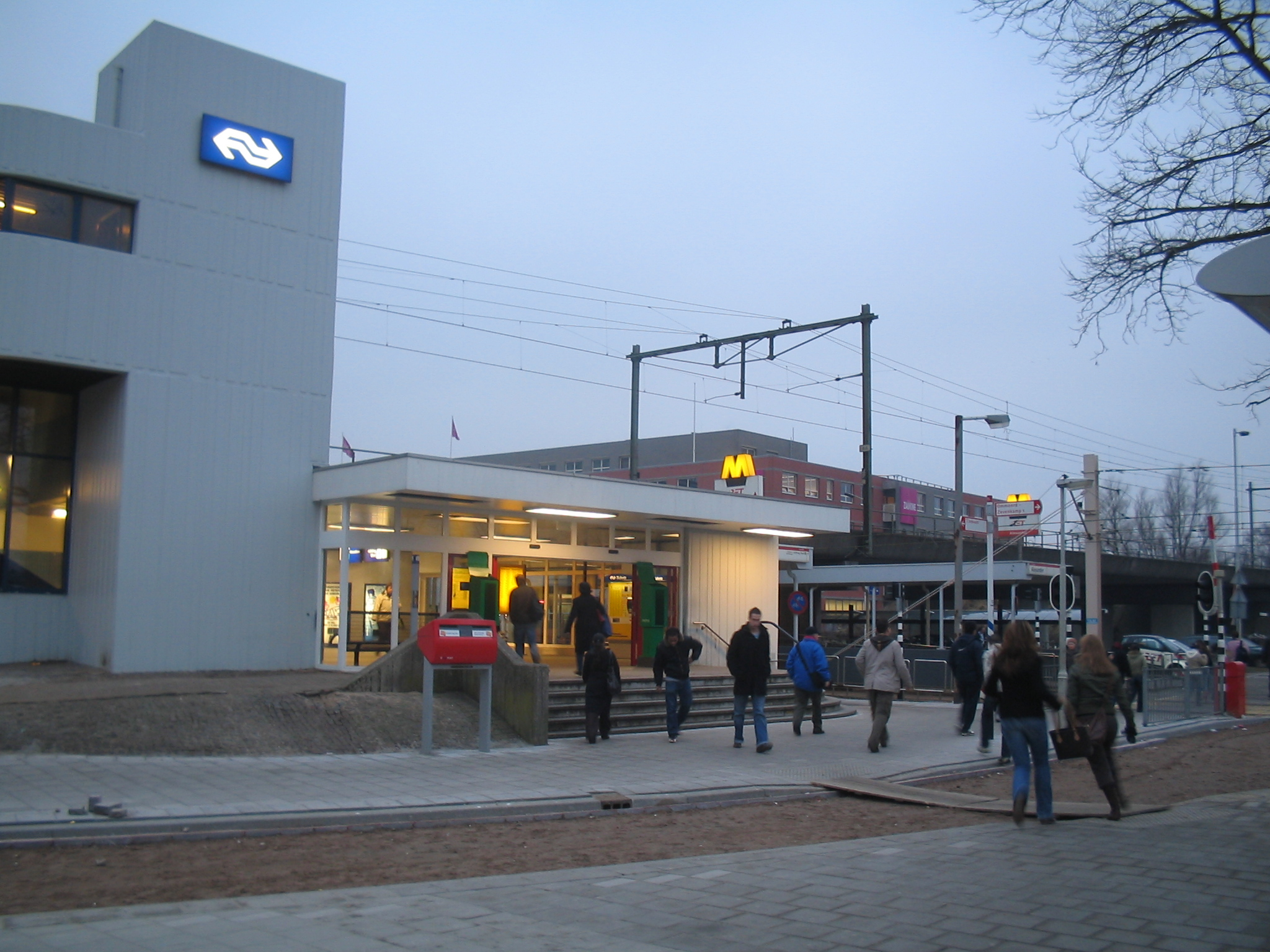
Oude stationsgebouw
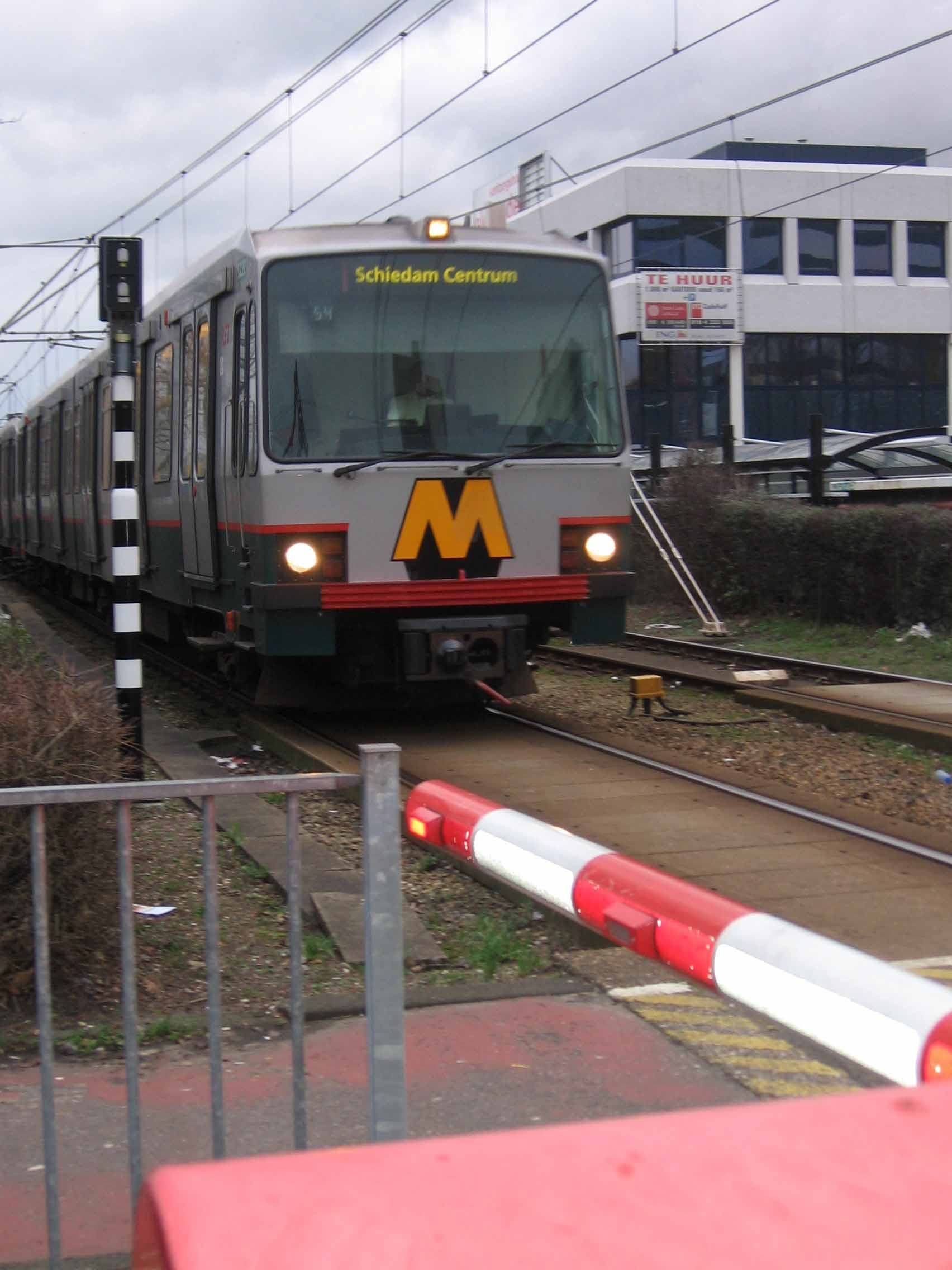
Metro passeert spoorwegovergang naast station Alexander
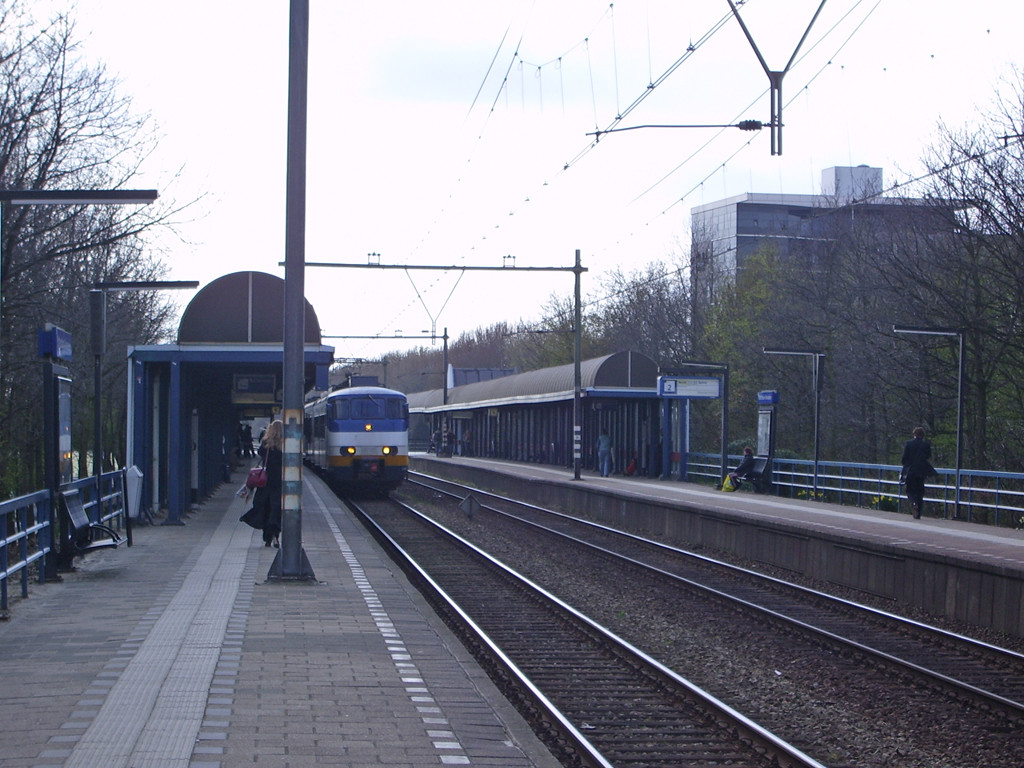
Station Rotterdam Alexander, treinperrons
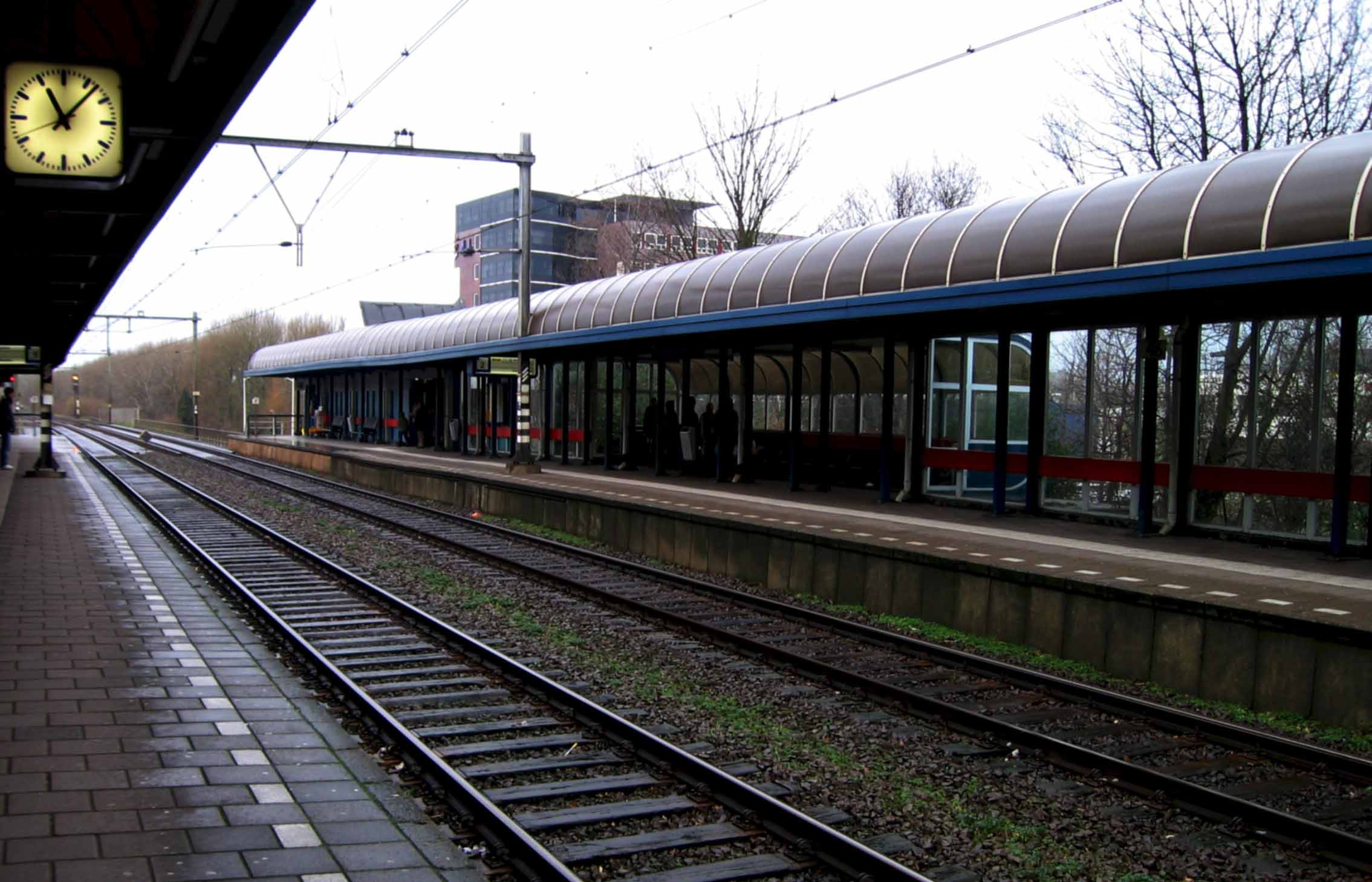
Nogmaals de treinperrons

## Ontwikkeling aantal reizigers
Het aantal door NS vervoerde reizigers (per gemiddelde werkdag) ontwikkelde zich sedert 2019 als volgt:
| Jaar | Aantal reizigers |
| ---- | ---------------- |
| 2019 | 19.419           |
| 2020 | 7.947            |
| 2021 | 8.125            |
| 2022 | 12.275           |
| 2023 | 14.242           |
| 2024 | 14.858           |

0: Utrecht Centraal ·
3: Utrecht Leidsche Rijn ·
5: Utrecht Terwijde ·
7: Vleuten ·
12: Harmelen ·
16: Woerden ·
21: Oudewater ·
Hekendorp ·
30: Gouda Goverwelle ·
32: Gouda ·
Moordrecht ·
41: Nieuwerkerk a/d IJssel ·
44: Capelle Schollevaar ·
46: Rotterdam Alexander ·
55: Rotterdam Noord ·
60: Rotterdam Centraal
Alphen a/d Rijn ·
Arkel · 
Barendrecht · 
Bodegraven · 
Boskoop · 
-Snijdelwijk · 
Boven Hardinxveld · 
Capelle Schollevaar · 
De Vink · 
Delft · 
-Campus · 
Den Haag:
-Centraal · 
-HS ·
-Laan van NOI · 
-Mariahoeve · 
-Moerwijk · 
-Ypenburg · 
Dordrecht · 
-Stadspolders ·
-Zuid ·
Gorinchem · 
Gouda · 
-Goverwelle · 
Hardinxveld:
-Blauwe Zoom · 
-Giessendam · 
Hillegom · 
Lansingerland-Zoetermeer · 
Leiden:
-Centraal · 
-Lammenschans · 
Nieuwerkerk a/d IJssel · 
Rijswijk · 
Rotterdam:
-Alexander · 
-Blaak · 
-Centraal · 
-Lombardijen · 
-Noord · 
-Stadion · 
-Zuid · 
Sassenheim · 
Schiedam Centrum · 
Sliedrecht · 
-Baanhoek · 
Voorburg · 
Voorhout · 
Voorschoten ·
Waddinxveen · 
-Noord ·
-Triangel ·
Zoetermeer · 
-Oost · 
Zwijndrecht
Geplande stations:
Gorinchem Noord · Hazerswoude-Koudekerk · Schiedam Kethel
Voormalige stations: zie de lijst van voormalige spoorwegstations in Zuid-Holland
Binnenhof · Romeynshof · Graskruid · Alexander  · Oosterflank · Prinsenlaan · Schenkel · Capelsebrug · Kralingse Zoom · Voorschoterlaan · Gerdesiaweg · Oostplein · Blaak  · Beurs · Eendrachtsplein · Dijkzigt · Coolhaven · Delfshaven · Marconiplein · Schiedam Centrum 
Nesselande · De Tochten · Ambachtsland · Nieuw Verlaat · Hesseplaats · Graskruid · Alexander  · Oosterflank · Prinsenlaan · Schenkel · Capelsebrug · Kralingse Zoom · Voorschoterlaan · Gerdesiaweg · Oostplein · Blaak  · Beurs · Eendrachtsplein · Dijkzigt · Coolhaven · Delfshaven · Marconiplein · Schiedam Centrum  · Schiedam Nieuwland · Vlaardingen Oost · Vlaardingen Centrum · Vlaardingen West · Maassluis Centrum · Maassluis West · Steendijkpolder · Hoek van Holland Haven · Hoek van Holland Strand